# Amore alla prova - La crisi del settimo anno
Amore alla prova - La crisi del settimo anno (conosciuto, nella prima edizione, col titolo di Amore e altri rimedi) è un programma televisivo italiano di genere reality show (unito all'esperimento sociale), in onda dall'11 marzo 2019, inizialmente su Fox Life e in seguito su Discovery.
Il programma è stato trasmesso nella prima edizione, in prima serata, su Fox Life, condotto da Claudia Gerini. È poi passato a Discovery, che ha prodotto la seconda edizione con Giulia De Lellis e la terza edizione con Belén Rodríguez, in onda sulla piattaforma a pagamento Discovery+ e successivamente in chiaro su Real Time.

## Il programma

### Format
Il programma è un adattamento del format internazionale Seven Year Switch di A&E.

#### Amore e altri rimedi(1ª edizione)
A differenza del format originale, la prima edizione ha scelto uno sviluppo verticale con puntate autoconclusive, nelle quali fosse possibile, per ogni episodio, conoscere due sole coppie, far scambiare i partner tra loro, sviscerare le loro problematiche attraverso gli incontri con gli psicoterapeuti che fornivano indicazioni ad hoc, in modo da sperimentare e scoprire già a fine puntata se le due coppie, una volta rimesse a confronto con il proprio partner, avrebbero deciso di proseguire o meno la propria relazione. 
Pur in questa sua originalità di approccio, che ne ha limitato molto l'esplorazione approfondita delle dinamiche di coppia tipica delle edizioni straniere, l'adattamento italiano di Amore e altri rimedi mantiene alcuni dei punti chiave del format originale: dall'incontro a casa tra le coppie e gli psicoterapeuti, alla delicata questione della camera da letto, che le coppie improvvisate sono costrette a condividere. 
Nella prima edizione del programma, hanno partecipato 16 coppie con una relazione stabile, ma in crisi. In ogni puntata venivano coinvolte solo 2 coppie: il partner di una coppia veniva abbinato alla partner dell'altra coppia (e viceversa) e ogni nuova "coppia ricombinata" doveva vivere insieme in una casa per 7 giorni, durante i quali non vi erano regole, monitorata da telecamere e seguita dalla Dott.ssa Duranti e dal Dott. Franciosi, senza avere possibilità di comunicare con il partner.
Al termine dei 7 giorni ciascuna coppia veniva riunita e, a fronte dell'esperienza vissuta, delle riflessioni fatte, del confronto avuto con il partner dell'altra coppia e dei rimedi suggeriti dagli esperti, doveva prendere la decisione di separarsi o di riaffermare il proprio impegno nella relazione.

#### Amore alla prova - La crisi del settimo anno(2ª edizione - in corso)
Il format rimane pressoché simile alla prima edizione, con alcune sommarie differenze: le coppie partecipanti al docu-reality sono 4 che si scambiano partner, sempre tra loro, ma che a differenza della passata stagione (dove avveniva una convivenza per sette giorni) i partecipanti si trovano invece a vivere insieme al/alla nuovo/a compagno/a per un totale di due settimane. A seguire e ad aiutare le coppie c'è sempre la presenza di un esperto, il Dott. Radavelli (nella seconda edizione) e la Dott. ssa Augello (nella terza edizione). Proprio la terza edizione segue lo stesso stile narrativo della seconda, ma Belén Rodríguez sostituisce Giulia De Lellis alla conduzione.

### Esperti
Psicologo/a e Psicoterapeuta
     Sessuologo/a
| Esperti              | Edizioni | Edizioni | Edizioni | Totale |
| Esperti              | 1ª       | 2ª       | 3ª       | Totale |
| -------------------- | -------- | -------- | -------- | ------ |
| Laura Duranti        |          |          |          | 1      |
| Laura Duranti        |          |          |          | 1      |
| Gianluca Franciosi   |          |          |          | 1      |
| Matteo Radavelli     |          |          |          | 1      |
| Maria Luigia Augello |          |          |          | 1      |

## Edizioni
| Edizione | Titolo del programma                         | Conduzione       | Periodo          | Periodo         | Puntate | Esperti              | Esperti              | Coppie | Emittente / Rete | Emittente / Rete | Regia            | Regia            |
| Edizione | Titolo del programma                         | Conduzione       | Inizio           | Fine            | Puntate | Esperti              | Esperti              | Coppie | Emittente / Rete | Emittente / Rete | Regia            | Regia            |
| -------- | -------------------------------------------- | ---------------- | ---------------- | --------------- | ------- | -------------------- | -------------------- | ------ | ---------------- | ---------------- | ---------------- | ---------------- |
| 1ª       | Amore e altri rimedi                         | Claudia Gerini   | 11 marzo 2019    | 29 aprile 2019  | 8       | Laura Duranti        | Gianluca Franciosi   | 16     | Fox Life         | Fox Life         | Alberto Di Paola | Giuseppe Ghinami |
| 2ª       | Amore alla prova - La crisi del settimo anno | Giulia De Lellis | 15 novembre 2023 | 6 dicembre 2023 | 4       | Matteo Radavelli     | Matteo Radavelli     | 4      | Discovery+       | Real Time        | Carlo Mauri      | Carlo Mauri      |
| 3ª       | Amore alla prova - La crisi del settimo anno | Belén Rodríguez  | 1º gennaio 2025  | 29 gennaio 2025 | 5       | Maria Luigia Augello | Maria Luigia Augello | 4      | Discovery+       | Real Time        | Carlo Mauri      | Carlo Mauri      |

## Audience
| Edizione | Rete      | Anno | Stagione          | Programmazione | Programmazione | Programmazione | Programmazione | Programmazione | Programmazione | Programmazione | Collocazione | Media Ascolti             | Media Ascolti             | Première                  | Première                  | Finale                    | Finale                    |
| Edizione | Rete      | Anno | Stagione          | L              | M              | M              | G              | V              | S              | D              | Collocazione | Telespettatori            | Share                     | Telespettatori            | Share                     | Telespettatori            | Share                     |
| -------- | --------- | ---- | ----------------- | -------------- | -------------- | -------------- | -------------- | -------------- | -------------- | -------------- | ------------ | ------------------------- | ------------------------- | ------------------------- | ------------------------- | ------------------------- | ------------------------- |
| 1ª       | Fox Life  | 2019 | inverno-primavera |                |                |                |                |                |                |                | prima serata | Dati auditel non rilevati | Dati auditel non rilevati | Dati auditel non rilevati | Dati auditel non rilevati | Dati auditel non rilevati | Dati auditel non rilevati |
| 2ª       | Real Time | 2023 | autunno           |                |                | 335 000        | 1,75%          | 374 000        | 1,90%          | 311 000        | prima serata | 1,60%                     |                           |                           |                           |                           |                           |
| 3ª       | Real Time | 2025 | inverno           | 261 000        | 1,40%          | 323 000        | 1,90%          | 260 000        | 1,40%          |                | prima serata |                           |                           |                           |                           |                           |                           |